# قطعنامه ۱۷۹۸ شورای امنیت
قطعنامه ۱۷۹۸ شورای امنیت سازمان ملل متحد که در تاریخ ۳۰ ژانویه ۲۰۰۸ تصویب شد، سندی بین‌المللی دربارهٔ بررسی وضعیت میان اریتره و اتیوپی است. این قطعنامه طی نشست ۵۸۲۹ام با ۱۵ رای موافق، ۰ مخالف و ۰ ممتنع تصویب شد.